# Liechtenstein no Festival Eurovisão da Canção
Liechtenstein nunca participou no Festival Eurovisão da Canção, com o principado a ser impedido de competir devido à inexistência de uma emissora nacional que seja membro da União Europeia de Radiodifusão (UER). Tentativas foram feitas na década de 1970 pelo governo de Liechtenstein para que a nação participasse, com uma final nacional realizada para o Festival Eurovisão da Canção 1976, mas, devido a um mal-entendido do governo de Liechtenstein sobre as regras de participação, a inscrição foi rejeitada devido à inexistência de uma emissora nacional com a qual participar.
A 15 de agosto de 2008, a 1FLTV, licenciada pelo governo de Liechtenstein, tornou-se a primeira emissora com sede no Liechtenstein. Isso permitiria que o país pudesse a competir no Festival Eurovisão da Canção pela primeira vez, caso decidisse ingressar na União Europeia de Radiodifusão, um pré-requisito para entrar no concurso. Pouco depois de sua fundação, no entanto, a emissora anunciou que não estava interessada em ingressar na UER ou no Festival Eurovisão da Canção na época porque não tinha orçamento para a adesão. Apesar de várias tentativas de ingresso mais tarde, como em 2011 e em 2019, essa posição foi reforçada a 9 de agosto de 2022, quando a diretora-gerente da 1FLTV, Sandra Woldt, confirmou que a emissora não pretende candidatar-se à UER, descartando indefinidamente uma estreia no Festival Eurovisão da Canção.

## História
O início do interesse na participação do Liechtenstein no Festival Eurovisão da Canção começou em outubro de 1973, quando o empresário e fiduciário Werner Walser se reuniu com um conselheiro do governo de Liechtenstein e o produtor musical Horst-Heinz Henning, que também escreveu canções para Mary Roos, representante da Alemanha no Festival Eurovisão da Canção 1972, para convencer o governo nacional para que o país participasse no certame europeu, com Walser a escrever para o Conselho Consultivo de Cultura e Juventude, para que este órgão solicitasse a admissão do país na União Europeia de Radiodifusão. O Conselho Consultivo de Cultura e Juventude demonstrou interesse e é mutuamente acordado que um júri com a maioria do Conselho devia decidir sobre a participação do país.
Mas esta primeira tentativa falhou, por duas razões: em primeiro lugar, a especulação de que Vico Torriani seria o representante do país no Festival Eurovisão da Canção 1974, contrariava o acordo feito; em segundo lugar, o Liechtenstein não era membro da União Europeia de Radiodifusão, o que fazia com que a participação não se pudesse dar.

### Tentativa de participação em 1976
No entanto, dois anos depois, o Conselho Consultivo de Cultura e Juventude volta a propor a candidatura e, com a concordância do governo, é aberto, a 5 de novembro, concurso público para candidaturas a uma final nacional, através de anúncios nos jornais diários de Liechtenstein Vaterland e Volksblatt. O prazo terminou doze dias depois, com quatro artistas interessados, sendo, no entanto, reduzido para apenas duas: a francesa Anne Frommelt, com a balada Tu étais mon clown da sua autoria, e Biggi Bachmann com a música My Little Cowboy, escrita por Mike Tuttlies e composta por Horst Hornung, casado com Ramona Wulf do Silver Convention, que viriam a representar a Alemanha no Festival Eurovisão da Canção 1977.
A 20 de novembro, às 10h, na Escola de Música do Liechtenstein, em Vaduz, deu-se a final nacional, com um investimento do Estado de 927,65 francos suíços, com a canção vencedora a ser escolhida por um júri de três membros, composta pelo compositor Tibor Kasics, Fritz Jurmann da ORF em Vorarlberg e Jörg Schoch, dono de uma agência de relações públicas na Suíça, também estarão presentes. My Little Cowboy foi escolhida pelo júri para que fosse recomendada ao governo do Liechtenstein que fosse a representante do país no Festival Eurovisão da Canção, algo que aconteceu a 26 de novembro.
No entanto, um mal-entendido com a União Europeia de Radiodifusão leva a que o país não pudesse participar: o facto do país não ter uma emissora nacional membro da UER e o desconhecimento do país acerca das regras de participação, levaram a que o Conselho Consultivo de Cultura e Juventude solicitasse à UER o envio dos estatutos da organização, que foram enviados, juntamente com a taxa de adesão esperada para o Festival Eurovisão da Canção 1976. As regras foram interpretadas em conjunto com a Embaixada de Liechtenstein em Berna (que numa carta confunde o Festival Eurovisão da Canção com os Jogos sem Fronteiras), chegando à conclusão que as participações não são feitas por Estados, mas emissoras-membro da UER.
Devido a este critério, a 21 de janeiro de 1976, o governo informou o Conselho Consultivo de Cultura e Juventude que não era possível estabelecer uma emissora nacional radiodifusão num curto espaço de tempo e cancelou a participação de Liechtenstein. Sobre Biggi Bachmann, esta viria a tentar representar a Suíça no Festival Eurovisão da Canção 1979, com "Musik, Musik", que terminou em 6º lugar.
| #  | Artista        | Canção               | Letra (l) / Música (m)               |
| -- | -------------- | -------------------- | ------------------------------------ |
| 1º | Anne Frommelt  | "Tu étais mon clown" | Anne Frommelt (l & m)                |
| 2º | Biggi Bachmann | "My Little Cowboy"   | Mike Tuttlies (l), Horst Hornung (m) |

### História posterior
A 15 de agosto de 2008, a 1FLTV, licenciada pelo governo de Liechtenstein, tornou-se a primeira emissora com sede no Liechtenstein. Isso permitiria que o país pudesse a competir no Festival Eurovisão da Canção pela primeira vez, caso decidisse ingressar na União Europeia de Radiodifusão, um pré-requisito para entrar no concurso. Pouco depois de sua fundação, no entanto, a emissora anunciou que não estava interessada em ingressar na UER ou no Festival Eurovisão da Canção na época porque não tinha orçamento para a adesão.
Em julho de 2009, a emissora anunciou oficialmente sua intenção de se inscrever para ingressar na UER até o final de julho, com a intenção de participar no Festival Eurovisão da Canção 2010, em Oslo, Noruega. Peter Kölbel, diretor administrativo da 1FLTV, confirmou oficialmente o interesse da emissora, revelando que eles tinham planos de desenvolver uma final nacional semelhante à Deutschland sucht den Superstar, a versão alemã dos Ídolos. Em novembro de 2009, a 1FLTV decidiu adiar os planos, devido a razões financeiras, começando a procurar outras opções para financiar a adesão à UER no futuro.
A 1FLTV apresentou seu pedido de adesão à UER a 29 de julho de 2010, com o artista Al Walser a vir a ser apontado como possível representante do país. No entanto, Liechtenstein não apareceu na lista oficial de participantes do Festival Eurovisão da Canção 2011. No final de 2012, Peter Kölbel, diretor da 1FLTV, afirmou que Liechtenstein não poderia participar até 2013, no mínimo, devido à espera na obtenção de fundos governamentais para a participação do país, algo que iria subsistir nos anos seguintes.
Em setembro de 2016, demonstrou interesse em iniciar negociações para a adesão do país à UER até ao final daquele ano, com a intenção demonstrada a 4 de novembro de 2017, de fazer a sua estreia em 2019, com a organização de uma final nacional. No entanto, a 20 de julho de 2018, a UER declarou que 1FLTV não se havia candidatado à adesão. Mais tarde, os planos de adesão ficaram suspendos quando o diretor da 1FLTV , Peter Kölbel, morreu inesperadamente. Também precisaria do apoio do governo de Liechtenstein para poder arcar com os custos de se tornar um membro da EBU e pagar a taxa de participação no concurso.
A 9 de agosto de 2022, a diretora-geral da 1FLTV , Sandra Woldt, confirmou que a emissora não pretende candidatar-se à UER , descartando indefinidamente uma estreia no Festival Eurovisão da Canção.

## Participações
Legenda
     Vencedor
     2.º lugar
     3.º lugar
     Pontuação Nula ("Null Points")/Último Lugar
     Melhor classificação (fora do top 3)
     Qualificação para a final (fora do top 3)
     País-anfitrião
     Desclassificado
| # | Ano       | Artista       | Canção                                | Língua | Final    | Pontos   | Semi           | Pontos         |
| - | --------- | ------------- | ------------------------------------- | ------ | -------- | -------- | -------------- | -------------- |
|   | Haia 1976 | Biggi Bachman | "My Little Cowboy" Meu pequeno cowboy | Inglês | Desistiu | Desistiu | Sem Semifinais | Sem Semifinais |

## Transmissão
Por não ter uma emissora nacional, os espetadores do Liechtenstein assistem ao Festival Eurovisão da Canção através das emissoras suíças, alemãs e austríacas.